# Elizabeth Price
Elizabeth « Ebee » Nicole Price (née le 28 mai 1996) est une gymnaste américaine, en gymnastique artistique. Elle est remplaçante dans l'équipe de gymnastique des Jeux olympiques d'été de 2012. 
Depuis 2010, elle était membre de l'équipe junior nationale de gymnastique des États-Unis, jusqu'à ce qu'elle se qualifie en 2012 pour l'équipe senior « elite ».